# James Stephen (Politiker, 1758)

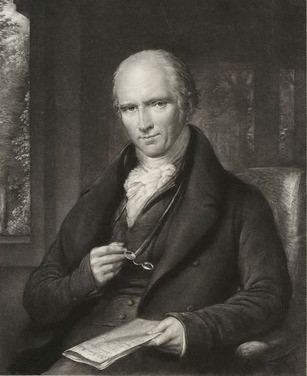
James Stephen

James Stephen (* 30. Juni 1758 in Poole; † 10. Oktober 1832 in Bath) war ein britischer Parlamentarier der dem Abolitionismus zugehörte.
Stephen war ein englischer Jurist und Mitarbeiter des Abolitionisten William Wilberforce.
Von 1808 bis 1815 war er Mitglied des House of Commons. Zunächst vertrat er den Wahlkreis Tralee, ab 1812 dann East Grinstead.
Sein Enkel war Leslie Stephen, seine Urenkelin Virginia Woolf.

## Leben
James Stephen begann seine Karriere als Berichterstatter über parlamentarische Vorgänge für die Morning Post. Er wurde 1775 in Lincoln’s Inn aufgenommen und 1782 als Anwalt zugelassen. James studierte außerdem zwei Jahre lang Jura am Marischal College in Aberdeen, brach sein Studium aber aus Geldmangel ab. Im folgenden Jahr zog er mit seiner Familie zu den Westindischen Inseln, wo sie die nächsten elf Jahre lebten.

## Politische Karriere
Von 1808 bis 1815 war James Stephen Parlamentsabgeordneter, zunächst für Tralee und danach für East Grinstead und 1811 Master in Chancery. 1826 veröffentlichte er eine Ansprache an das Volk und die Wähler Englands, in der er, an seine Reden anknüpfend, mit einigem Erfolg die Wahl von Abgeordneten forderte, die keine „Werkzeuge der westindischen Interessen“ sein würden, und ebnete damit den Weg für das zweite Abolitionsgesetz, das 1833 durchgesetzt wurde.

## Familie
Drei Söhne aus Stephens erster Ehe mit Anna Stent, die er 1783 in St. Leonard's, Shoreditch, geschlossen hatte, überlebten ihn und erlangten Bekanntheit in den Bereichen Recht, Abschaffung und öffentlicher Dienst: Sir James Stephen (1789–1859), Henry John Stephen (1787–1864), und Sir George Stephen (1794–1879).

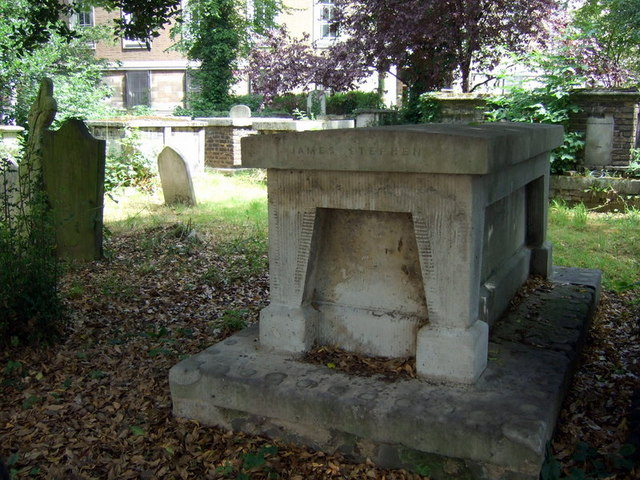
Das Grab von James Stephen, Stoke Newington

Stephens zweite Frau war Sarah Wilberforce (ca. 1757–1816), die älteste Schwester von William Wilberforce (1759–1833); Barbara Wilberforce (1799–1821) war ihre Nichte und Tochter von William. Stephen starb 1832, und alle drei wurden auf dem St. Mary's Churchyard in Stoke Newington, London, beigesetzt, zusammen mit Stephens erster Frau, seiner Mutter und seinem Vater und zwei seiner kleinen Töchter.